# Vulcano
Vulcano ist eine Insel der Liparischen Inseln im Tyrrhenischen Meer vor der Nordküste Siziliens.
Vom Namen der Insel ist das heutige Wort für Vulkan abgeleitet. In der römischen Mythologie galt die Insel als Schmiede des Vulcanus, des römischen Gottes des Feuers.

## Daten und Lage
Vulcano ist mit 20,87 km² die drittgrößte und südlichste der Liparischen Inseln mit einer Entfernung von rund 20 km zur Nordküste von Sizilien. Zur Volkszählung 2001 hatte die Insel 715 Einwohner. Der größte Ort ist Vulcano Porto mit 361 Einwohnern, gefolgt von Vulcano Piano mit 287 und Vulcanello mit 49 Einwohnern. Die Haupterwerbsquelle der ständigen Bewohner ist der Tourismus.
Die Insel gehört zu der Gemeinde Lipari in der Metropolitanstadt Messina. Die Postleitzahl ist 98050, die Telefonvorwahl 090. Unmittelbar nördlich, nur durch einen etwa 800 m breiten und 40 m tiefen Kanal getrennt, liegt die Hauptinsel der Liparischen Inseln, die für die gesamte Inselgruppe namensgebende Insel Lipari.

## Geologie
Vulcano besteht aus vier morphologischen und geologischen Einheiten:
1. Alt-Vulcano wird gebildet aus dem ältesten Vulkan der Insel, einem großen Stratovulkan, der mehr als zwei Drittel der Inselfläche – den gesamten südlichen Teil – einnimmt, und der darin eingelagerten jüngeren Piano-Caldera, der heute 300 bis 400 m über dem Meeresspiegel liegenden Hochfläche. An deren östlichem Rand liegt der Monte Aria, mit ca. 500 m der höchste Punkt der Insel.
2. Der Lentia-Komplex nimmt die Nordwestküste der Insel ein und ist ein aus vulkanischen Staukuppen zusammengewachsener kleiner Stratovulkan.
3. Innerhalb des Lentia-Vulkans entstand in den letzten 10.000 Jahren der heute sich im sogenannten Fumarolen-Stadium befindliche aktive Vulkan, die 391 m hohe Fossa.
4. Als nördliches Anhängsel von Vulcano entstand das flache Lava-Plateau des Vulcanello in historischer Zeit. Vulcanello besteht aus drei ineinander geschachtelten Vulkankegeln.

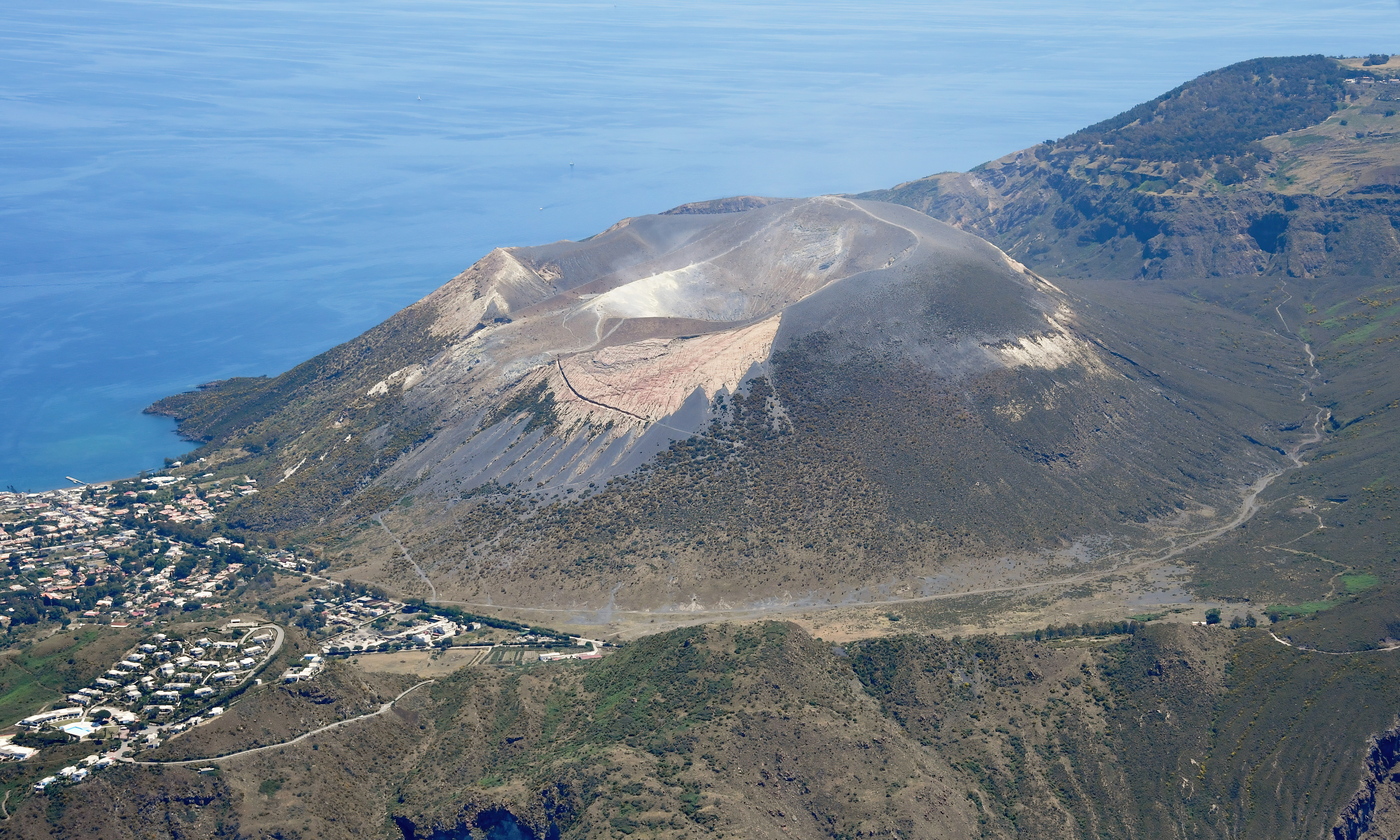
Luftbild der Fossa

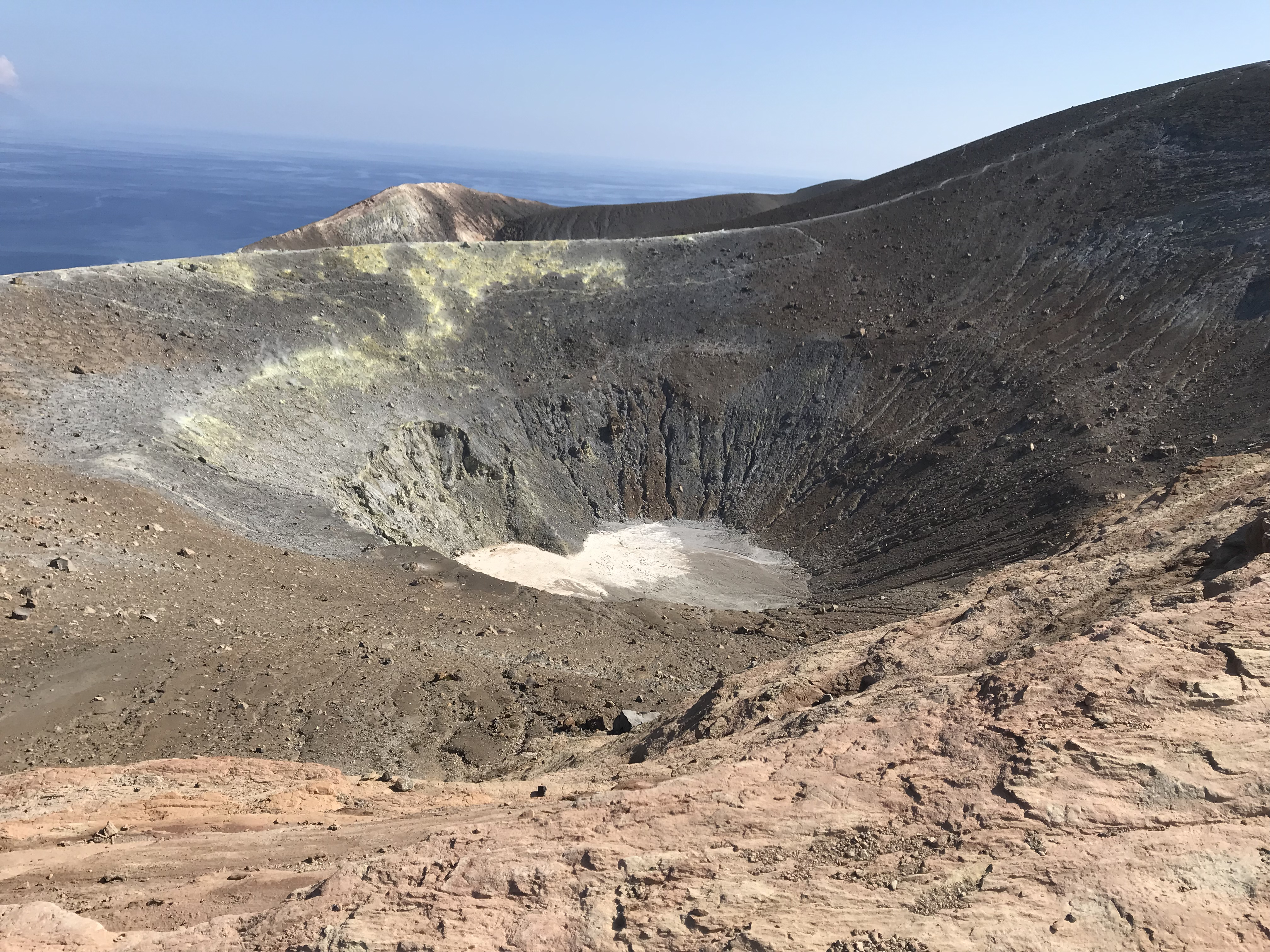
Krater der Fossa aus westlicher Richtung

Die Fossa war seit der Antike mit unterschiedlich langen Intervallen tätig. Antike Schriftsteller, so vor allem Thukydides (5. Jahrhundert v. Chr.), berichten von mäßiger, aber regelmäßiger Tätigkeit, sodass Vulcano im Altertum wohl bekannter als Stromboli war.
Im 5. Jahrhundert v. Chr. – ein genaues Datum ist nicht belegt – hat sich wahrscheinlich ein heftiger Ausbruch ereignet, dessen Donnern in weiten Teilen Siziliens hörbar war. Bis zum Jahre 126 v. Chr., in dem das Lava-Plateau des Vulcanello entstand, scheint es keine größeren Ausbrüche auf der Insel gegeben zu haben. Bis etwa zur Mitte des 6. Jahrhunderts n. Chr. entstanden die drei Kegel des Vulcanello. Bis zu dieser Zeit war die Fossa nachweislich nicht aktiv. Erst in der 2. Hälfte des 6. Jahrhunderts setzte eine neue Tätigkeitsperiode der Fossa ein, wobei die Fossa II, auch Jungfossa genannt, entstand, deren Bimsstein-Aschen auch auf Lipari zu finden sind. Etwa um 1727 wurde der obere nördliche Seitenkrater, die Forgia Vecchia superiore, ausgesprengt und war offenbar über mehrere Jahre tätig.
1731 begann eine neue heftige Eruptionsphase mit der Bildung des südlichen kleineren Nebenkraters (Forgia Vecchia inferiore). 1739 endete die Tätigkeit mit dem Ausfluss des Pietre Cotte-Obsidianstromes. Von dieser Eruptionsphase ist belegt, dass ihre Aschen auch auf Lipari, Salina und Stromboli niedergingen und an der Nordküste Siziliens durch starke Erdbeben Häuser einstürzten und Menschen getötet wurden.
Weitere heftige Ausbrüche sind aus den Jahren 1771 und 1783 überliefert.
Anfang Oktober 2021 stufte das Istituto Nazionale di Geofisica e Vulcanologia (INGV) die Alarmstufe für den Vulkan auf „gelb“ hoch, da ein Anstieg des vulkanischen Tremors und eine erhöhte fumarolische Aktivität verzeichnet wurden. Aufgrund erhöhter Schwefeldioxidemissionen aus dem Boden und dem Fund toter Tiere wurden einige Menschen evakuiert, wie der Vulkanologe Marco Pistolesi berichtete. Mit der Einstufung des Vulkans in Alarmstufe „gelb“ war der Aufstieg zum Krater und alle Wanderwege dorthin gesperrt. Später wurde der Aufstieg zum Krater auf einer vorgegebenen Route bei günstigen Bedingungen für einige Stunden am Tag wieder freigegeben.

## Die Eruption von 1888 bis 1890

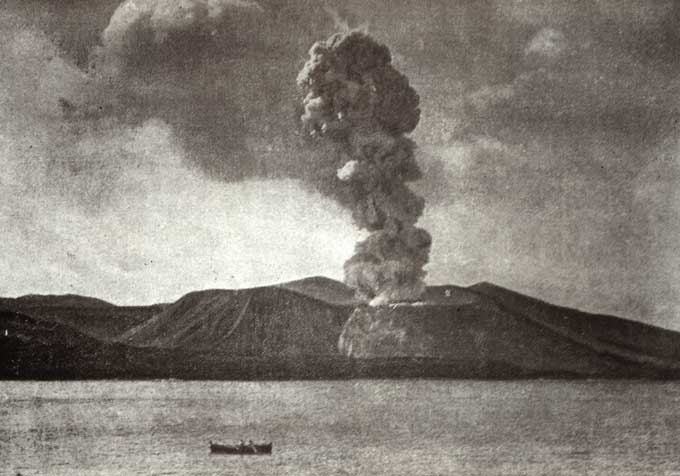
Letzter Ausbruch des Vulcano 1890

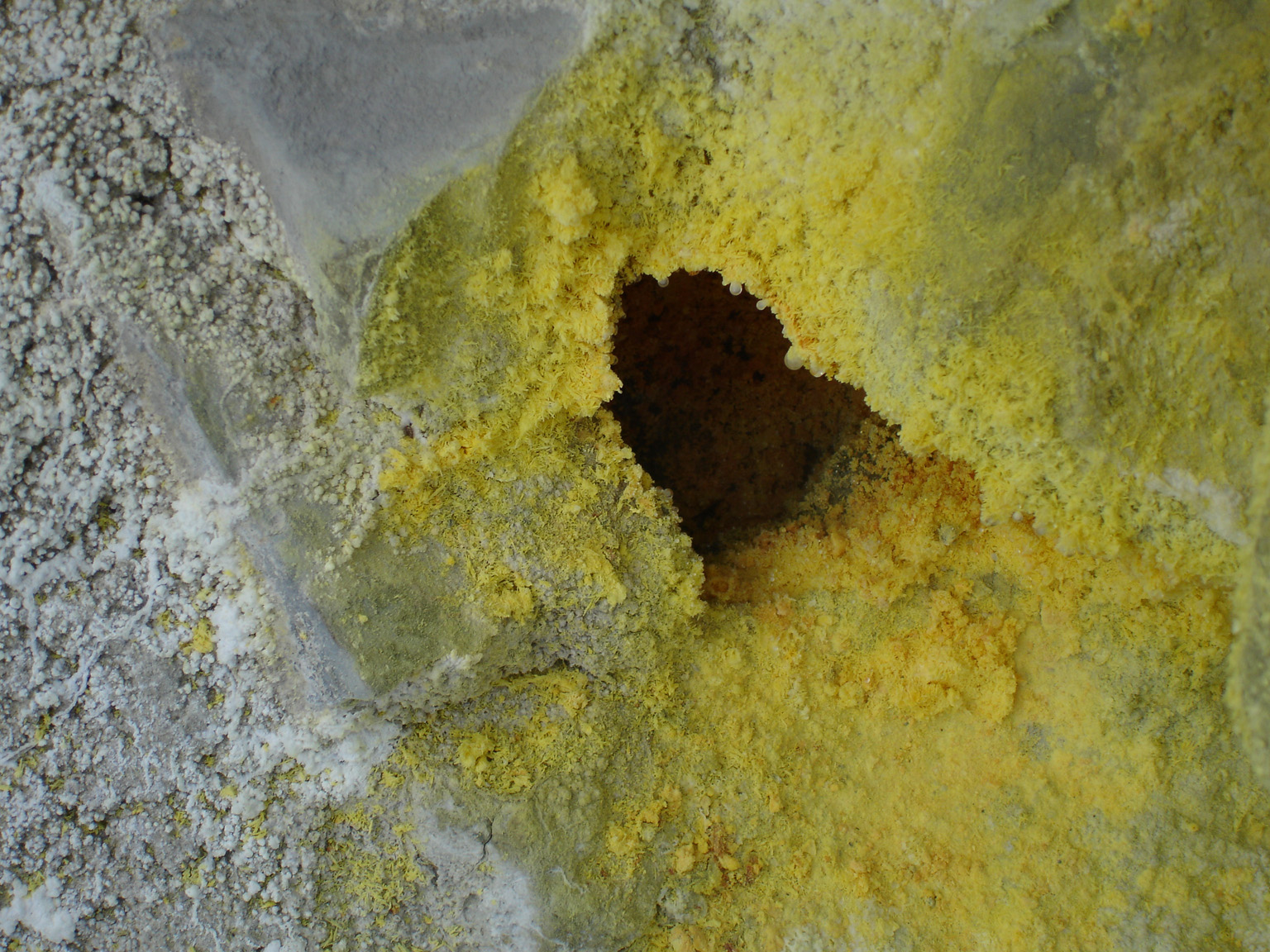
Fumarole

Im Januar 1886 begann eine heftige phreatische Eruption mit Auswurf von Blöcken und Aschen. Danach trat wieder scheinbare Ruhe ein. Wenn man am Kraterrand stand, „hörte man ein fortwährendes Rollen, als wenn ein Eisenbahnzug über eine Brücke führe“ (Mercalli 1888).
Spalten in der Kraterwand, aus denen unter starkem Druck Gase entwichen, waren häufig rot glühend, im Dunklen konnte man dort bläuliche und grün gesäumte Flammen von dem an der Luft entzündeten Schwefelwasserstoff und den glühenden Borsäuredämpfen erkennen. 
Anfang August 1888 steigerte sich die Fumarolentätigkeit und die Temperatur der Dämpfe nahm schließlich so zu, dass sich der Schwefel verflüssigte und teilweise selbst entzündete. Die beim Schwefelabbau eingesetzten Sträflinge weigerten sich, in den Krater hinabzusteigen. Am 3. August 1888 des Nachts begann der bislang letzte Ausbruch mit einer Explosion, der rasch weitere folgten, die an Heftigkeit zunahmen. Aschen und große glühende Blöcke fielen bis zu 3 km entfernt auf den bewohnten Nordteil der Insel. Sie durchschlugen die Dächer der Fabrik- und Wohngebäude und setzten die Schwefelvorräte sowie einige an der Mole liegende Schiffe in Brand. Als der Ginsterbewuchs des Kegels in Flammen aufging, glaubten die Liparoten, auf Vulcano sei ein Lavastrom ausgeflossen. Die wenigen Bewohner von Vulcano hatten sich mit Booten gerettet, die Sträflinge konnten sich nur in die Alaun-Höhlen des Faraglione in Sicherheit bringen. Am 5. August trat zunächst wieder Ruhe ein, die jedoch bereits am 18. August durch neue heftige Eruptionen beendet wurde. Eine besonders heftige Eruption ereignete sich am 15. März 1890, wobei Tonnen schwere Brotkrusten-Bomben mit bis zu 5 m Durchmesser fielen. Erst am 22. März 1890 endete die explosive Aktivität.
Die italienische Regierung entsandte damals eine zum Studium dieser Ausbrüche gebildete Kommission, eine vulkanologische Pioniertat. Der Vulkanologe Giuseppe Mercalli prägte aufgrund seiner Beobachtungen dieser Ausbruchsserie den Begriff „Vulkanianische Eruption“.

## Das „Tote Feld“

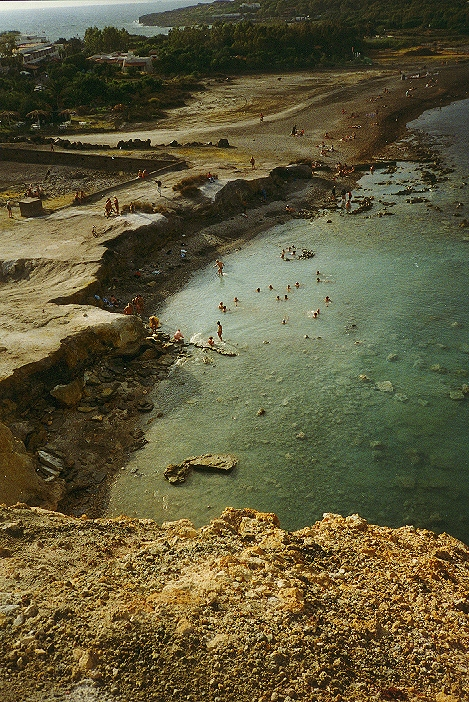
Das Tote Feld und das durch unterseeische Fumarolen erhitzte Meer mit Badenden

Als das „Tote Feld“ wird das 37.000 m² große Areal zwischen der Fossa und dem Vulcanello bezeichnet. Dort sind vielfältige Fumarolentätigkeiten zu Land, am Strand und im Flachwasser bis zu einer Tiefe von 18 Metern zu beobachten. Die Fumarolenzone im Wasser verläuft parallel zur Küste und hat eine Ausdehnung von 500 m Länge und 100 m Breite. Seinen Namen verdankt das Tote Feld der Ausdehnung der Aktivität in den Jahren 1913 bis 1916. Jegliche hier vorhandenen Pflanzen mussten der Hitze und den giftigen Gasen weichen.
Es gibt drei größere Fumarolengebiete, allerdings auch mehrere kleine Fumarolen, deren Dämpfe man bei trockenem und heißem Wetter nicht bemerkt. Man kann jedoch durch Anzünden von z. B. einer Zigarette feine Partikel einbringen, die als Kondensationskeim wirken und somit eine Verstärkung der Kondensation des Wassers hervorrufen, die sich in Dampfwölkchen bemerkbar macht. Man bezeichnet dies als „Solfatara-Phänomen“. Quantitativ dominiert Wasserdampf den Gasanteil. Betrachtet man nur die „trockenen Gase“, so überwiegen von der Menge her CO2 und Schwefelwasserstoff (H2S). Man schätzt den Gasausstoß auf ca. 5000 m³ pro Stunde. Aufgrund einer durchschnittlichen Temperatur von ca. 100 °C werden die Fumarolen als kühl bezeichnet. Durch die Fumarolen entstehen Mineralien wie z. B. Gips, Schwefel, Salmiak oder Sassolin.
Im „oxidischen Milieu“ reagiert Schwefelwasserstoff mit Sauerstoff zu elementarem Schwefel. Dieser Oxidationsprozess passiert jedoch nur bis zum Grundwasserspiegel oder an Stellen, an denen das Wasser sehr sauerstoffhaltig ist. Hier entsteht aus Schwefelmilch entweder graugelber Schlamm oder jene wird körnig kristallisiert bzw. rekristallisiert. An der Oberfläche entsteht SO2, das mit Wasser zu Schwefliger Säure reagiert. Die nun folgende Oxidation ergibt Schwefelsäure. Diese zersetzt die Sedimente bis in große Tiefen und löst Eisen heraus, das anschließend ins Grundwasser gelangt. Dort reagiert es mit H₂S und bildet Eisensulfide. Somit kann die Aussage getroffen werden, dass der Eisenanteil (6,5 % im Sand) vulkanischen Ursprungs ist.
Das große Porenvolumen des Sandes (ursprünglich 35 %) begünstigt die Abscheidung der Eisensulfide. Es bildet sich Eisenkies in drei Ausbildungsformen. Zwei davon sind Pyrite, die sich durch ihre Struktur und ihre Größe unterscheiden. Die dritte Ausbildungsform ist Markasit. Diese Ausbildungstypen sind vom pH-Wert und von der Temperatur des Wassers abhängig. Auf der Höhe des Grundwasserspiegels befindet sich eine verfestigte Sulfidschicht. Durch Schwankungen der Grundwasserhöhe entsteht durch Oxidation eine dünne Brauneisenzone, auch „Eiserner Hut“ genannt.
Somit besteht das Normalprofil des Toten Feldes im Bereich von Fumarolen aus drei Zonen:
1. Erstens aus einer Sulfat-Zone, die eine Dicke von 50 cm aufweist und im oberen Teil aus einer harten Kruste aus Gips, Alaun etc. besteht.
2. Zweitens aus einer 1,3 m mächtigen Schwefelzone, bestehend aus kristallinem Schwefel und
3. drittens aus einer Erzzone, die entweder aus einer ca. 10 cm dicken Limonitschicht oder einer erneuten Sulfidschicht aus den oben angesprochenen Pyriten bzw. Markasiten besteht.

Im Flachwasserbereich, wo die Gase direkt in das Meerwasser ausströmen, wird der Schwefelwasserstoff mangels Sauerstoffes weder zu freiem Schwefel noch zu Sulfaten umgewandelt. Nutzbare Produkte der Fumarolentätigkeiten sind Schwefel, Borsäure und Alaun, das aus Alunit gewonnen wird. Letzteres wurde zum Gerben von Häuten und als Beize in der Zeugfärberei verwendet. Jegliche Versuche, die Dampfquellen zur Energieerzeugung zu nutzen, schlugen auf Grund von Bohrlocheruptionen fehl. 
Innerhalb des Toten Feldes existiert auch ein Grundwasserschlammpool, der durch die heißen Gase Temperaturen von 35 bis 52 °C aufweist. Man erhofft sich durch das Baden im Schlamm Heilungen von Hautkrankheiten, Rheumatismus und Arthritis.

## Gefahren
Die gesundheitlichen Gefahren des aufsteigenden Gases im Fangotümpel sollten nicht vernachlässigt werden. So enthält das austretende vulkanische Gas neben CO2 und anderen Gasen rund 1 % H2S (Schwefelwasserstoff). Die Giftigkeit des Gases ist schon im ppm-Bereich erheblich. Das Gas wird durch Wind zwar schnell mit Luft verdünnt, dennoch kann die H2S-Konzentration der Luft über der Tümpel-Oberfläche Werte im zwei- bis dreistelligen ppm-Bereich erreichen (Messsystem: op-TDL; Messhöhe: 30 cm über Tümpeloberfläche; Wind ~1 m/s). Der Verdünnungseffekt kann durch die Muldenlage des Tümpels abgeschwächt werden und bei Windstille nicht mehr ausreichend sein. Im Fangotümpel findet fast kein „Wasseraustausch“ statt, so dass sich organische Stoffe anthropogener Herkunft in ihm sammeln (Urin, Hautschuppen, Haare usw.). Es ist eher von einem Bad im Fangotümpel abzuraten; wer es dennoch machen möchte, sollte wenigstens auf ausreichend Wind achten.
Das Einatmen der vulkanischen Gase stellt generell eine erhebliche Gefahr dar. Das gilt insbesondere für den Kraterbereich, in dem große Gasmengen entweichen. Je nach Witterung ist das Gas nicht durch seine Dampfschwaden sichtbar. Ein Abstieg in den Kratertrichter kann je nach Windstärke durch die dort höhere Konzentration der giftigen Gase tödlich enden. Die Dampfschwaden bestehen unter anderem aus stark korrosiven Säuren. Auch rostfreie Stähle können schnell angegriffen werden, wenn sie mit den Dampfschwaden in Kontakt kommen.
Eine weitere Gefahr geht von der hohen Temperatur der entweichenden Gase aus. So sind Temperaturen um 400 °C an der Oberfläche bei einigen Fumarolen im Kraterbereich keine Seltenheit. Die „heißen“ Fumarolen sind an ihrem grauen Aussehen zu erkennen, da sich hier keine Schwefelkristalle ablagern. Vereinzelt ist in diesen „heißen“ Fumarolen geschmolzener Schwefel zu sehen. Am 14. Oktober 2021 meldete die Webseite www.vulkane.de, dass Volcano sich auf eine fumarolische Eruption vorbereitet. Aufgrund erhöhter Kohlendioxid-Messwerte wurden Menschen in gefährdeten Gebieten evakuiert. Die italienischen Behörden riefen die Warnstufe Gelb aus.

## Historische Erstbesteigung und Rezeption in der Literatur
Die erste Besteigung des Vulkankegels ist für das 13. Jahrhundert belegt. Der Dominikanermönch Burchardus de Monte Sion erzählt in seinem Pilgerbericht ins Heilige Land von seiner Rückreise über Sizilien, die vermutlich 1284 stattfand. Auf Vulcano habe er den Gipfel „auf Händen und Füßen kriechend“ erklommen. Seine Besteigung kann als authentisch gelten, da er detailliert von seinen Landschafts- und Naturbeobachtungen berichtet; so beschreibt er beispielsweise die Fumarolen oder den Durchmesser des Kraters.
Die Insel Vulcano wie die Liparischen Inseln waren bereits Isidor von Sevilla, dem gallischen Bischof Arculf, der seine Reise ins Heilige Land dem Iren Adomnan von Iona diktiert hatte (vor 680), oder auch Bartholomaeus Anglicus bekannt. Sie sind fester Bestandteil des mittelalterlichen Wissens über die Geographie des Mittelmeerraumes, ohne dass jedoch einer der genannten über Vulcano aus eigener Anschauung geschrieben hätte. Weitere Erwähnung findet Vulcano in dem Pilgerbericht (ca. 1350) Ludolf von Sudheims, der jedoch eigenen Angaben zufolge eine Besteigung nicht gewagt hat. Anders als Burchardus de Monte Sion erwartete Ludolf am Krater den Eingang zur Hölle. Der provenzalische Ritter Antoine de La Sale berichtet von einem Ausflug auf die Insel 1406. Sein Text ist ein didaktisches Lehrstück für seinen Schüler Johann von Kalabrien, den Sohn Herzogs Rene I. von Anjou.

## Verkehr
Täglich fahren Autofähren der Reederei Siremar aus Palermo (morgens und abends) von und nach Milazzo, zusätzlich gibt es (nicht täglich) Fähren nach Neapel. Zu den Nachbarinseln und nach Milazzo bestehen täglich mehrere Verbindungen mit Tragflächenbooten, betrieben von Liberty Lines. In den Sommermonaten gibt es eine Schiffsverbindung von Palermo über Alicudi und Filicudi nach Vulcano.

## Bilder

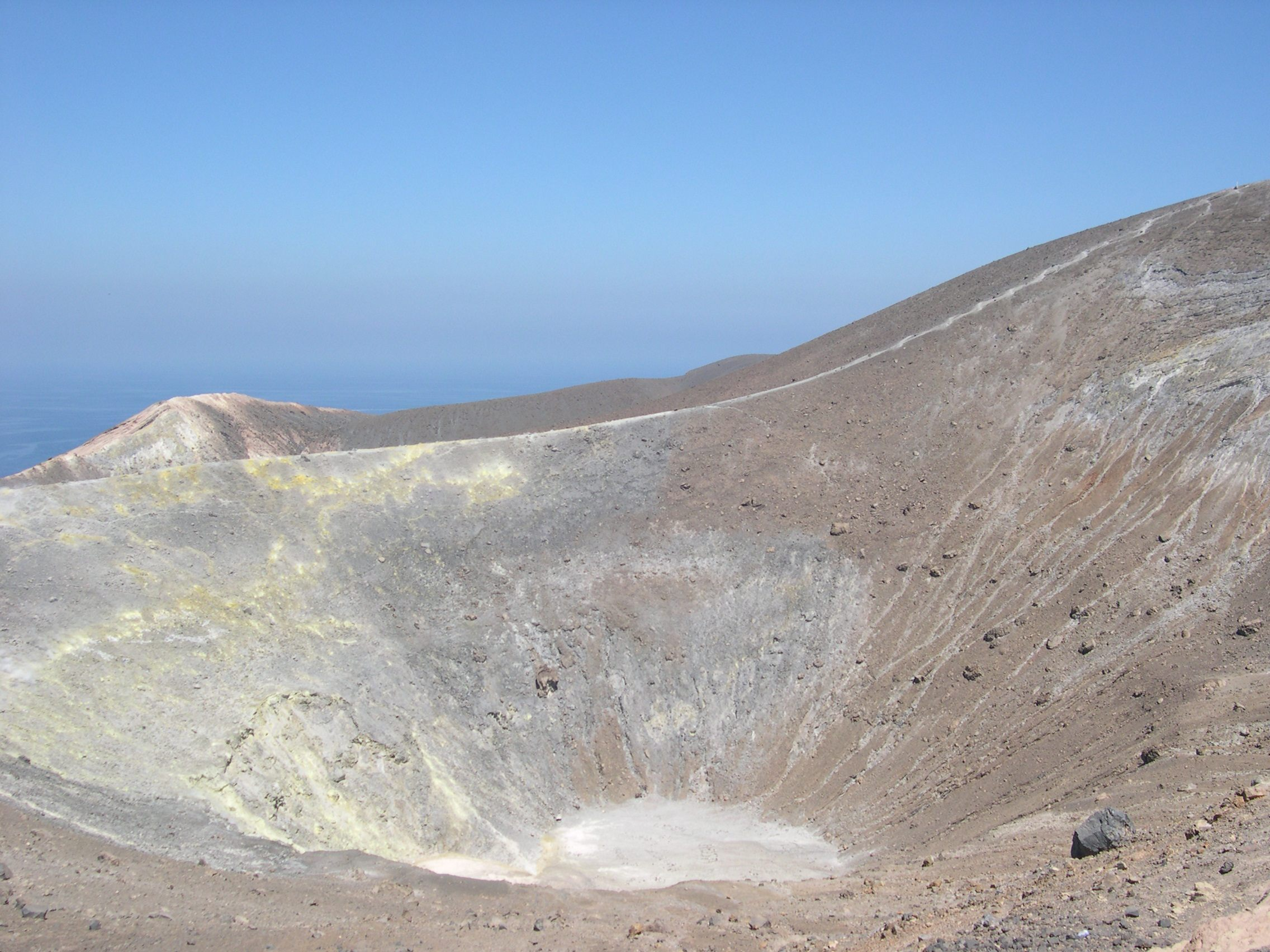
Hauptkrater
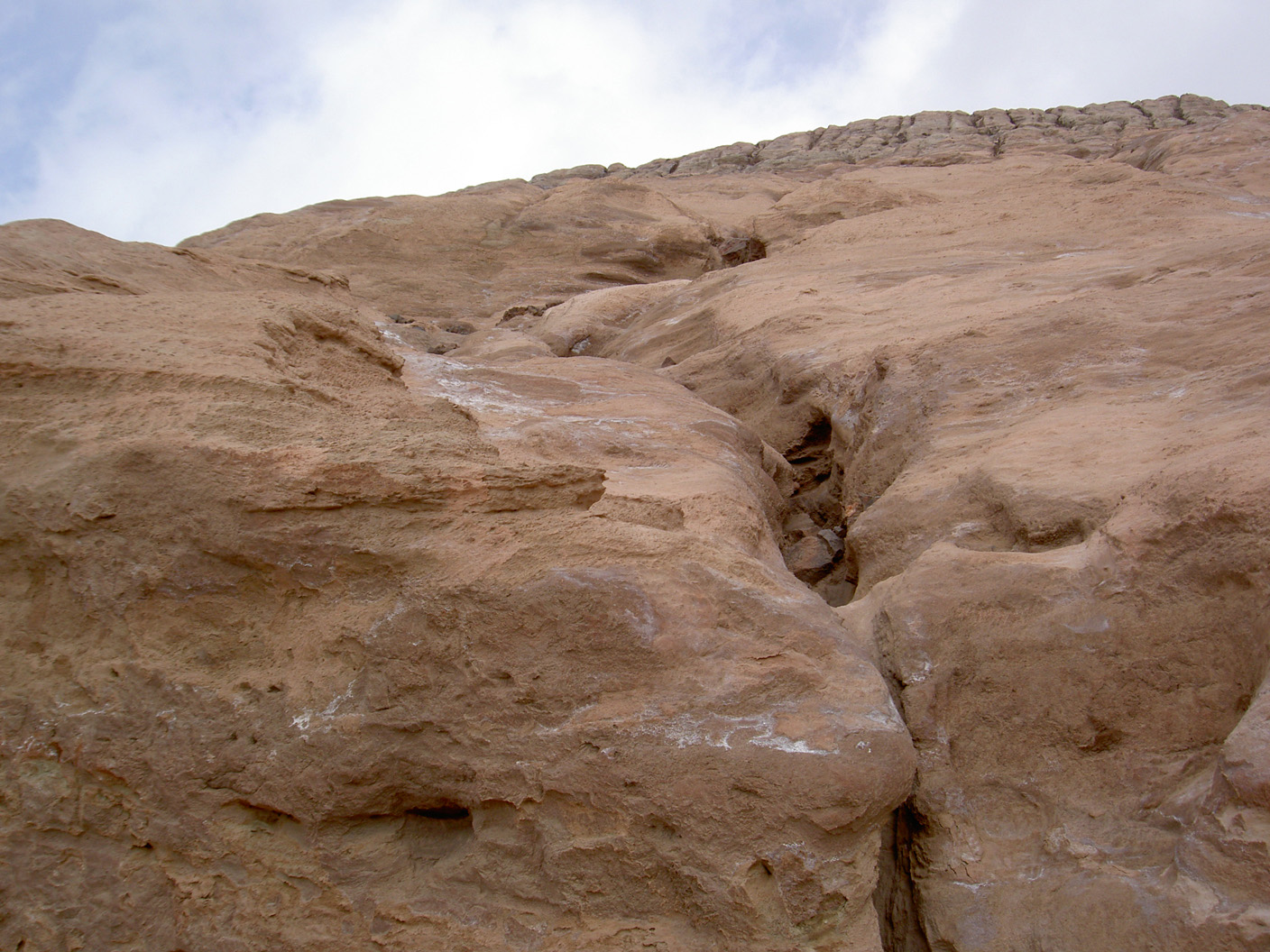
Der Hang in der Nähe des Kraters
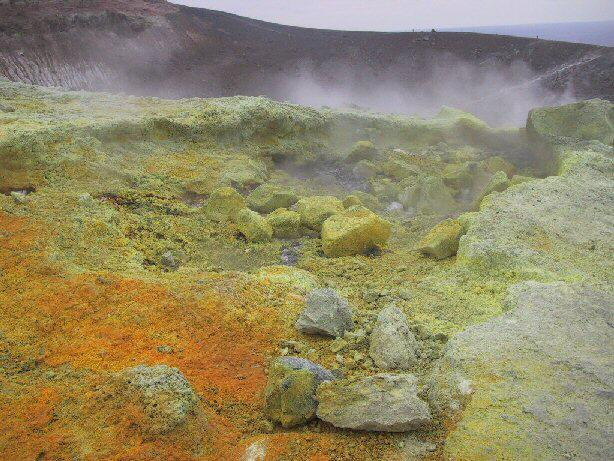
Schwefelfumarolen im Krater